# Das Traumschiff: Kuba
Das Traumschiff: Kuba ist ein deutscher Fernsehfilm des ZDF aus dem Jahr 2016. Es ist die 77. Folge der Fernsehreihe Das Traumschiff. Regie führte Stefan Bartmann.
Die Erstausstrahlung sowohl im ZDF als auch im ORF erfolgte am Sonntag, dem 1. Januar 2017, zur Hauptsendezeit.

## Handlung
Niels Weber hofft, in Kuba sein Traumauto, einen 1958er Edsel, zu finden. Doch nicht nur das, die Reise ist gleichzeitig auch sein Junggesellenabschied. Bei einem „Rum-Tasting“ bringen Niels’ Freunde und Trauzeugen Sven und Maik ihn in eine gefährliche Situation, indem sie ihm ein Aufputschmittel ins Glas geben. Die schöne Kubanerin Annabelle findet ihn verletzt vor und nimmt ihn mit in ihr Haus auf dem Land. Dies hat zur Folge, dass Niels nicht nur einen unvergesslichen Junggesellenabschied erlebt, sondern sogar den echten kubanischen Oldtimer findet.
Der verlassene Unternehmensberater und Workaholic Dr. Paul Ulrich findet zu neuen Erkenntnissen. Er lernt auf dem Schiff die Berlinerin Maria Weiland kennen, die seit vielen Jahren als Dauerpassagierin mit dem Traumschiff reist. Auf ihren Reisen besucht sie stets den charmanten Kubaner Ernesto, mit dem sie zum berühmten „Son Cubano“ tanzt. Maria erfährt jedoch, dass sie ihr gesamtes Vermögen verloren hat, da der Fonds geschlossen wurde, mit dem sie ihre Reisen finanzierte. Wehmütig muss sie Abschied vom Traumschiff nehmen. Daraufhin beginnt Paul sein Leben neu zu überdenken. Er hat eine Idee: mit der Versteigerung von Maria Weilands exotischen Sammlerstücken, die sie aus vielen Ländern der Welt zusammengetragen hat, wird sie sich auch zukünftig eine, wenn auch weniger luxuriöse, Traumschiff-Reise leisten können.
Die alleinreisende Hobby-Astrologin Doris Hinrich versucht durch Gespräche über Astrologie mit ihren Mitmenschen in Kontakt zu kommen. Auch der Kreuzfahrtdirektor Oskar Schifferle gehört zu ihren „Auserwählten“. Auf dem Landgang in Kuba gesteht sie Chefhostess Beatrice jedoch, dass sie die Astrologie eigentlich nur als Vorwand benutzt, um mit Menschen ins Gespräch zu kommen, da sie sich einsam fühle.
Der schüchterne Bernd Hagemann aus Castrop-Rauxel hat sich in seine Arbeitskollegin, die Werbetexterin Nora Winter, verliebt. Um sie näher kennenzulernen, inszeniert er gemeinsam mit seinen kubanischen Freunden mit einer alten Schatzkarte eine Schatzsuche nach dem Wrack der „San Pedro“, die beide durch ganz Havanna führt. Schließlich stellt sich heraus, dass die Schatzkarte einen interessanten Urheber hatte: den Schiffsarzt Dr. Sander, dessen Großeltern ebenfalls aus Castrop-Rauxel stammen.

## Produktionsnotizen
Die Dreharbeiten fanden Ende Februar in Hamburg und dann bis Anfang April 2016 in Havanna auf Kuba statt. Es war die letzte Traumschiff-Folge, die unter der Gesamtleitung von Wolfgang Rademann entstand. Während der Dreharbeiten, die u. a. an einem Strand in der Nähe der kubanischen Hauptstadt Havanna stattfanden, wurde Filmmaterial des Drehteams, das mit einer Drohne gedreht worden war, von der kubanischen Polizei wegen eines Spionageverdachts vorübergehend konfisziert; das Filmmaterial wurde jedoch nach polizeilicher Kontrolle wieder zurückgegeben.

## Einschaltquote
Die Erstausstrahlung im ZDF verfolgten insgesamt 7,26 Millionen Menschen, was einem Marktanteil von 19,3 % beim Gesamtpublikum entsprach. Bei den Jüngeren zwischen 14 und 49 Jahren waren es 12,3 % Marktanteil.